# Ardillières
Ardillières est une commune du Sud-Ouest de la France située dans le département de la Charente-Maritime, en région Nouvelle-Aquitaine.
Petite commune résidentielle établie au cœur de la plaine d’Aunis, elle se situe dans la sphère d’influence des deux grandes agglomérations du nord-ouest du département, Rochefort et La Rochelle, et connaît de ce fait une croissance démographique relativement soutenue du fait du phénomène de rurbanisation. Conservant cependant un aspect essentiellement rural, la commune est relativement proche de petites villes-relais telles que Surgères, Aigrefeuille-d’Aunis et Châtelaillon-Plage, qui concentrent commerces et services.
Ardillières appartient à la communauté de communes Aunis Sud, intercommunalité centrée sur Surgères et rassemblant une population de 30 058 habitants en 2011.

## Géographie

### Communes limitrophes
|              |             | Landrais |
| Ciré-d'Aunis | Ardillières |          |
|              |             | Muron    |

### Hydrographie
- Rivière la Devise ;
- canal de Charras.

## Urbanisme

### Typologie
Au 1er janvier 2024, Ardillières est catégorisée bourg rural, selon la nouvelle grille communale de densité à 7 niveaux définie par l'Insee en 2022.
Elle est située hors unité urbaine. Par ailleurs la commune fait partie de l'aire d'attraction de La Rochelle, dont elle est une commune de la couronne,. Cette aire, qui regroupe 72 communes, est catégorisée dans les aires de 200 000 à moins de 700 000 habitants,.

### Occupation des sols
L'occupation des sols de la commune, telle qu'elle ressort de la base de données européenne d’occupation biophysique des sols Corine Land Cover (CLC), est marquée par l'importance des territoires agricoles (96,5 % en 2018), une proportion sensiblement équivalente à celle de 1990 (96,9 %). La répartition détaillée en 2018 est la suivante : 
terres arables (61,1 %), prairies (26,5 %), zones agricoles hétérogènes (8,9 %), zones urbanisées (2,8 %), forêts (0,7 %). L'évolution de l’occupation des sols de la commune et de ses infrastructures peut être observée sur les différentes représentations cartographiques du territoire : la carte de Cassini (XVIIIe siècle), la carte d'état-major (1820-1866) et les cartes ou photos aériennes de l'IGN pour la période actuelle (1950 à aujourd'hui).

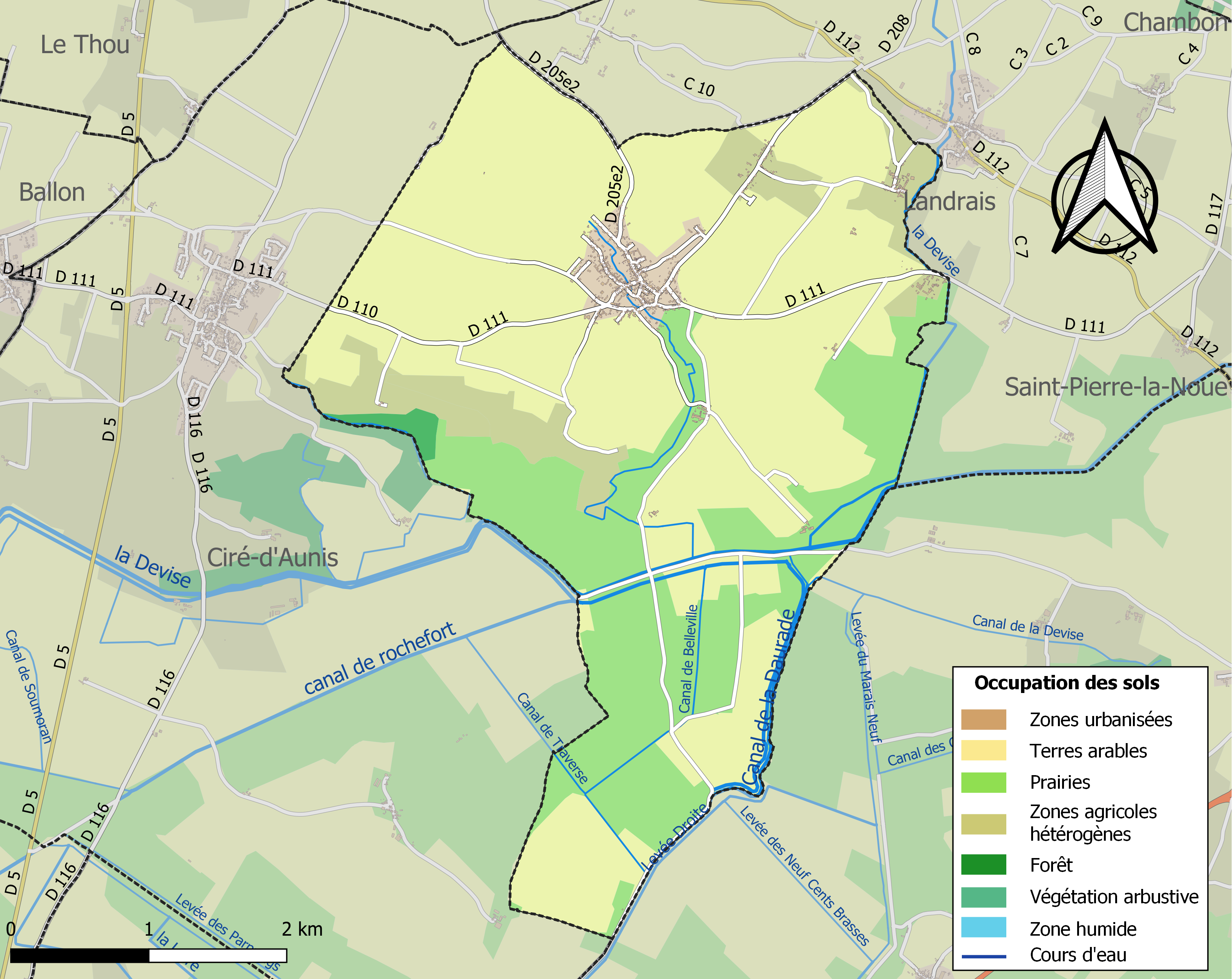
Carte des infrastructures et de l'occupation des sols de la commune en 2018 (CLC).

### Risques majeurs
Le territoire de la commune d'Ardillières est vulnérable à différents aléas naturels : météorologiques (tempête, orage, neige, grand froid, canicule ou sécheresse), inondations, mouvements de terrains et séisme (sismicité modérée). Il est également exposé à un risque technologique,  le transport de matières dangereuses. Un site publié par le BRGM permet d'évaluer simplement et rapidement les risques d'un bien localisé soit par son adresse soit par le numéro de sa parcelle.

#### Risques naturels
Certaines parties du territoire communal sont susceptibles d’être affectées par le risque d’inondation par débordement de cours d'eau, notamment la Devise. La commune a été reconnue en état de catastrophe naturelle au titre des dommages causés par les inondations et coulées de boue survenues en 1982, 1993, 1999 et 2010,.

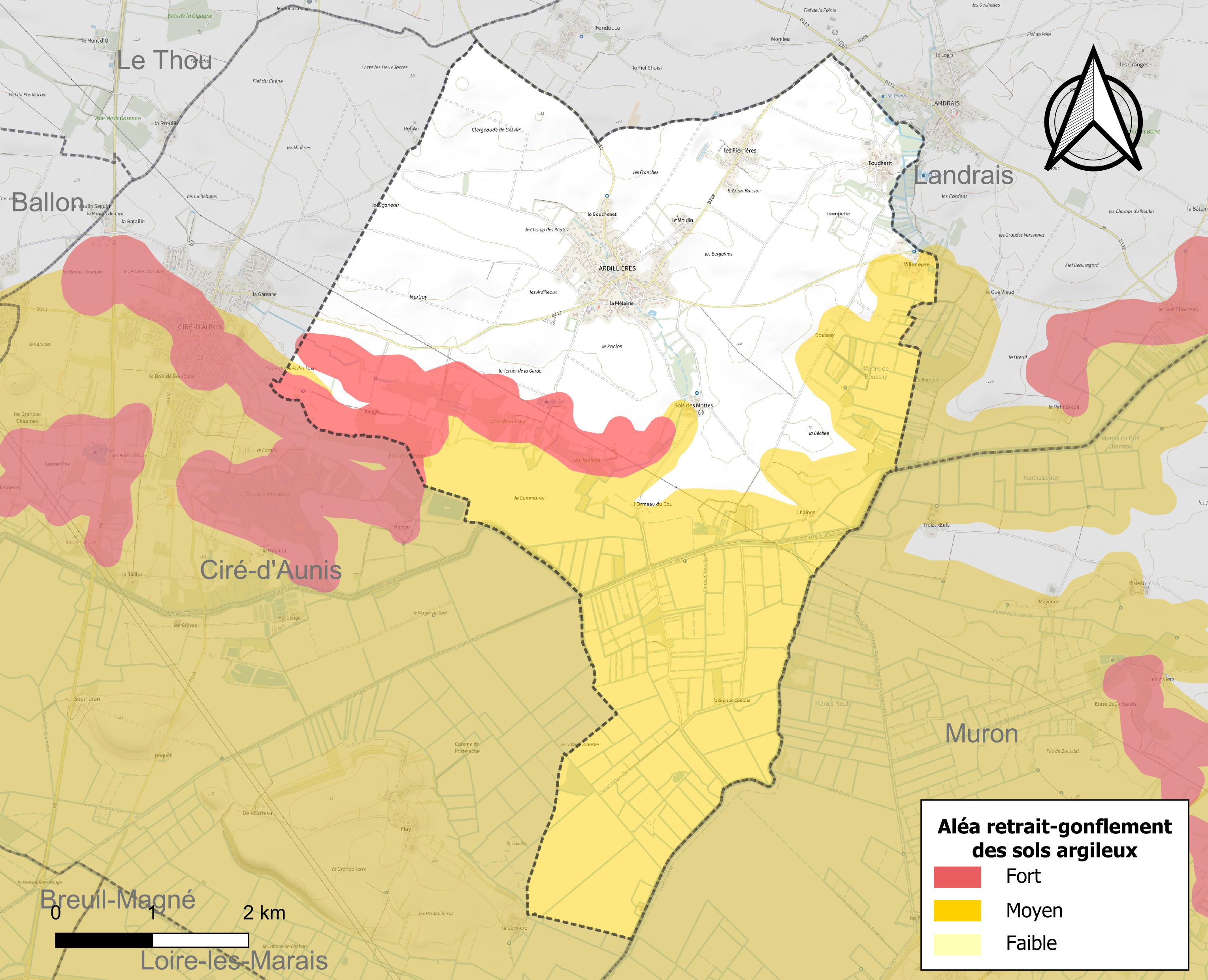
Carte des zones d'aléa retrait-gonflement des sols argileux d'Ardillières.

Les mouvements de terrains susceptibles de se produire sur la commune sont des tassements différentiels.
Le retrait-gonflement des sols argileux est susceptible d'engendrer des dommages importants aux bâtiments en cas d’alternance de périodes de sécheresse et de pluie. 47,9 % de la superficie communale est en aléa moyen ou fort (54,2 % au niveau départemental et 48,5 % au niveau national). Sur les 378 bâtiments dénombrés sur la commune en 2019,  24 sont en aléa moyen ou fort, soit 6 %, à comparer aux 57 % au niveau départemental et 54 % au niveau national. Une cartographie de l'exposition du territoire national au retrait gonflement des sols argileux est disponible sur le site du BRGM,.
Par ailleurs, afin de mieux appréhender le risque d’affaissement de terrain, l'inventaire national des cavités souterraines permet de localiser celles situées sur la commune.
Concernant les mouvements de terrains, la commune a été reconnue en état de catastrophe naturelle au titre des dommages causés par la sécheresse en 2003, 2005 et 2011 et par des mouvements de terrain en 1999 et 2010.

#### Risques technologiques
Le risque de transport de matières dangereuses sur la commune est lié à sa traversée par une ou des infrastructures routières ou ferroviaires importantes ou la présence d'une canalisation de transport d'hydrocarbures. Un accident se produisant sur de telles infrastructures est susceptible d’avoir des effets graves sur les biens, les personnes ou l'environnement, selon la nature du matériau transporté. Des dispositions d’urbanisme peuvent être préconisées en conséquence.

## Toponymie
Toponyme issu du latin Argilleriis, pluriel du terme en langue d'oïl Ardillère signifiant terrain argileux[réf. nécessaire].

## Histoire
Le centre du village est traversé par un ruisseau, le Bouchenet, qui servait autrefois d'abreuvoir.

## Administration

### Liste des maires
| Période                                  | Période  | Identité           | Étiquette | Qualité     |
| ---------------------------------------- | -------- | ------------------ | --------- | ----------- |
| 1971                                     | 2001     | Guy Caquineau      | SE        |             |
| 2001                                     | 2020     | Jean-Marie Targé   | DVD       | Agriculteur |
| 2020                                     | En cours | JOlivier Denechaud |           |             |
| Les données manquantes sont à compléter. |          |                    |           |             |

## Démographie
Les habitants sont nommés les Ardilliérois et les habitantes les Ardilliéroises.

### Évolution démographique
L'évolution du nombre d'habitants est connue à travers les recensements de la population effectués dans la commune depuis 1793. Pour les communes de moins de 10 000 habitants, une enquête de recensement portant sur toute la population est réalisée tous les cinq ans, les populations de référence des années intermédiaires étant quant à elles estimées par interpolation ou extrapolation. Pour la commune, le premier recensement exhaustif entrant dans le cadre du nouveau dispositif a été réalisé en 2004.

En 2022, la commune comptait 877 habitants, en évolution de +3,66 % par rapport à 2016 (Charente-Maritime : +4,04 %, France hors Mayotte : +2,11 %).
| 1793 | 1800 | 1806 | 1821 | 1831 | 1836 | 1841 | 1846 | 1851 |
| ---- | ---- | ---- | ---- | ---- | ---- | ---- | ---- | ---- |
| 560  | 486  | 501  | 496  | 684  | 759  | 756  | 793  | 843  |

| 1856 | 1861 | 1866 | 1872 | 1876 | 1881 | 1886 | 1891 | 1896 |
| ---- | ---- | ---- | ---- | ---- | ---- | ---- | ---- | ---- |
| 819  | 860  | 830  | 850  | 834  | 819  | 775  | 680  | 663  |

| 1901 | 1906 | 1911 | 1921 | 1926 | 1931 | 1936 | 1946 | 1954 |
| ---- | ---- | ---- | ---- | ---- | ---- | ---- | ---- | ---- |
| 607  | 604  | 588  | 485  | 502  | 454  | 425  | 409  | 444  |

| 1962 | 1968 | 1975 | 1982 | 1990 | 1999 | 2004 | 2006 | 2009 |
| ---- | ---- | ---- | ---- | ---- | ---- | ---- | ---- | ---- |
| 471  | 430  | 403  | 456  | 508  | 555  | 735  | 771  | 782  |

| 2014 | 2019 | 2022 | - | - | - | - | - | - |
| ---- | ---- | ---- | - | - | - | - | - | - |
| 831  | 855  | 877  | - | - | - | - | - | - |

### Pyramide des âges
La population de la commune est relativement jeune.
En 2018, le taux de personnes d'un âge inférieur à 30 ans s'élève à 36,3 %, soit au-dessus de la moyenne départementale (29 %). À l'inverse, le taux de personnes d'âge supérieur à 60 ans est de 18,6 % la même année, alors qu'il est de 34,9 % au niveau départemental.
En 2018, la commune comptait 433 hommes pour 419 femmes, soit un taux de 50,82 % d'hommes, largement supérieur au taux départemental (47,85 %).
Les pyramides des âges de la commune et du département s'établissent comme suit.
| Hommes | Classe d’âge | Femmes |
| ------ | ------------ | ------ |
| 0,5    | 90 ou +      | 0,2    |
| 3,7    | 75-89 ans    | 5,2    |
| 14,7   | 60-74 ans    | 12,9   |
| 23,2   | 45-59 ans    | 22,9   |
| 21,6   | 30-44 ans    | 22,6   |
| 13,3   | 15-29 ans    | 15,2   |
| 23,0   | 0-14 ans     | 21,0   |

| Hommes | Classe d’âge | Femmes |
| ------ | ------------ | ------ |
| 1,1    | 90 ou +      | 2,6    |
| 10,1   | 75-89 ans    | 12,6   |
| 22     | 60-74 ans    | 23,2   |
| 20,1   | 45-59 ans    | 19,7   |
| 16,1   | 30-44 ans    | 15,6   |
| 15,2   | 15-29 ans    | 12,7   |
| 15,4   | 0-14 ans     | 13,6   |

## Culture locale et patrimoine

### Lieux et monuments
- Les dolmens de la Pierre Levée et de la Pierre Fouquerée.
- Le canal de Charras.
- L'église paroissiale Saint-Pierre, époque de construction : XIe et XVIIe siècles.
- Le moulin (Charles Goumard le fit construire au début du XVIIe siècle).
- Les ruines du château d’Ardillières (XIVe siècle) : de l’enceinte, il reste deux tours rondes ; le logis du XVIIe siècle se trouve englobé dans des bâtiments agricoles du XVIIe siècle et des constructions récentes. Le cellier médiéval est remarquable.
- Présence des sapeurs-pompiers depuis 1933 (Centre d'Incendie et de Secours)[21]
- Gîtes ruraux.

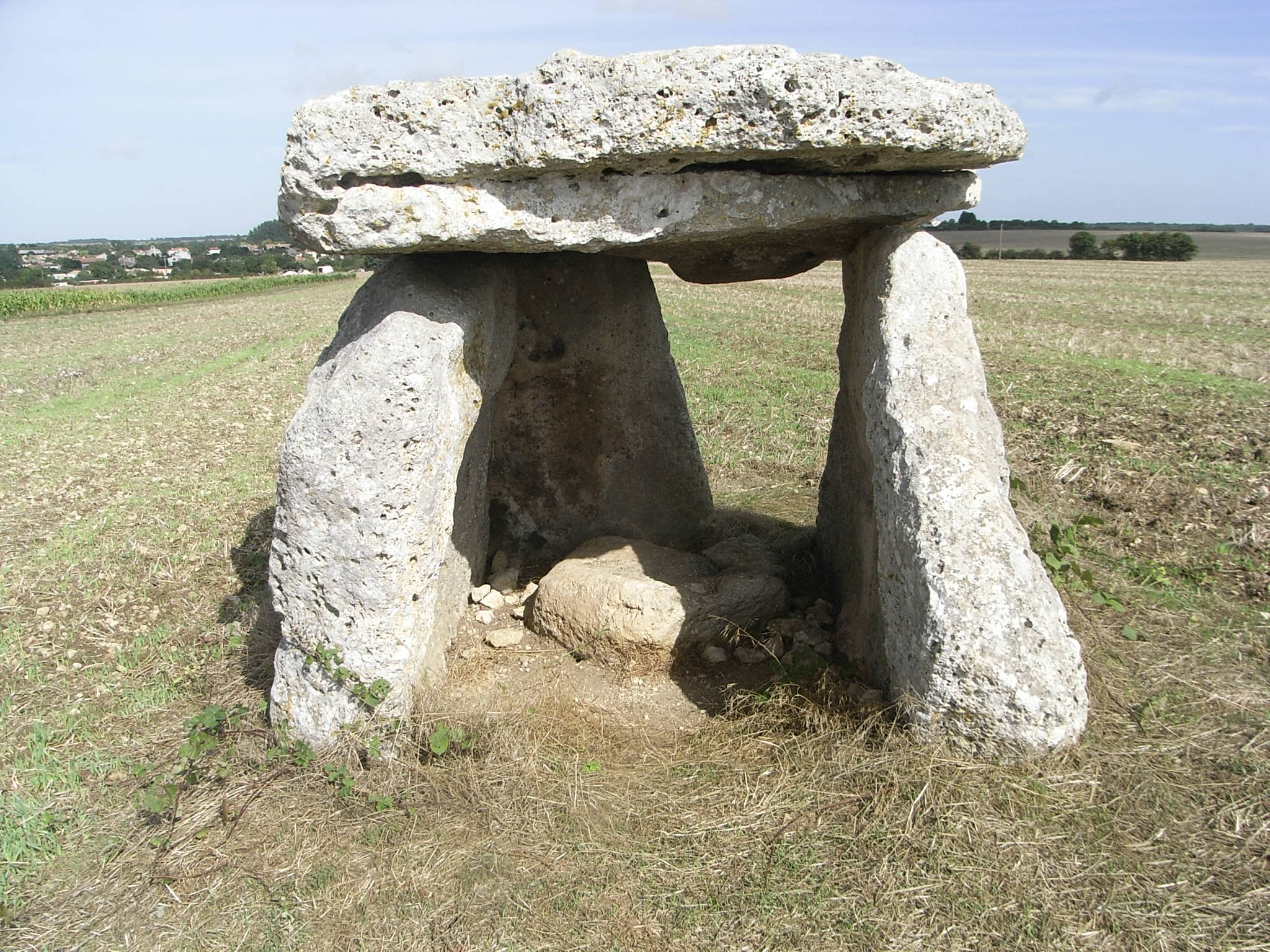
Dolmen de la Pierre Levée.
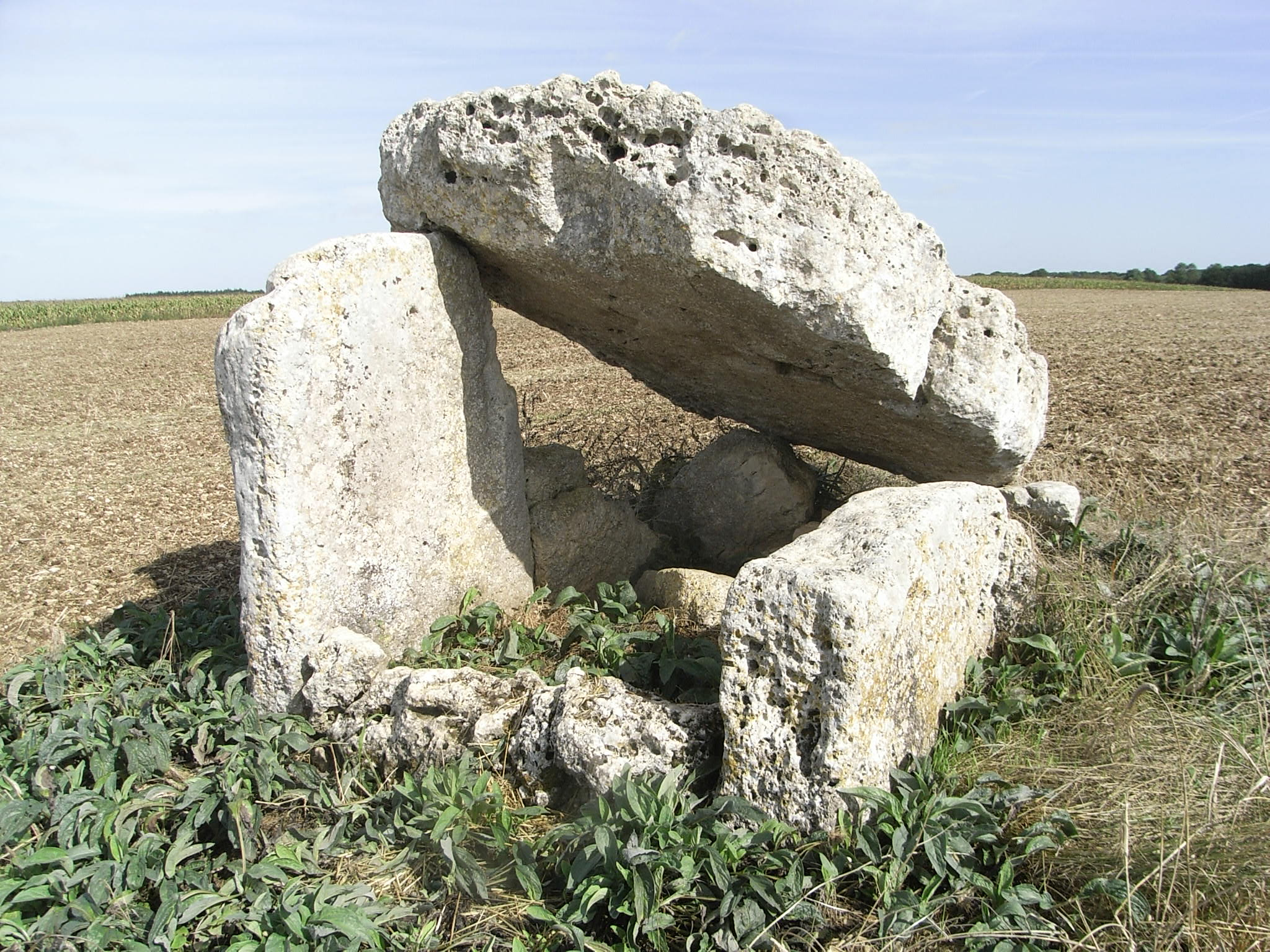
Dolmen de la Pierre Fouquerée.
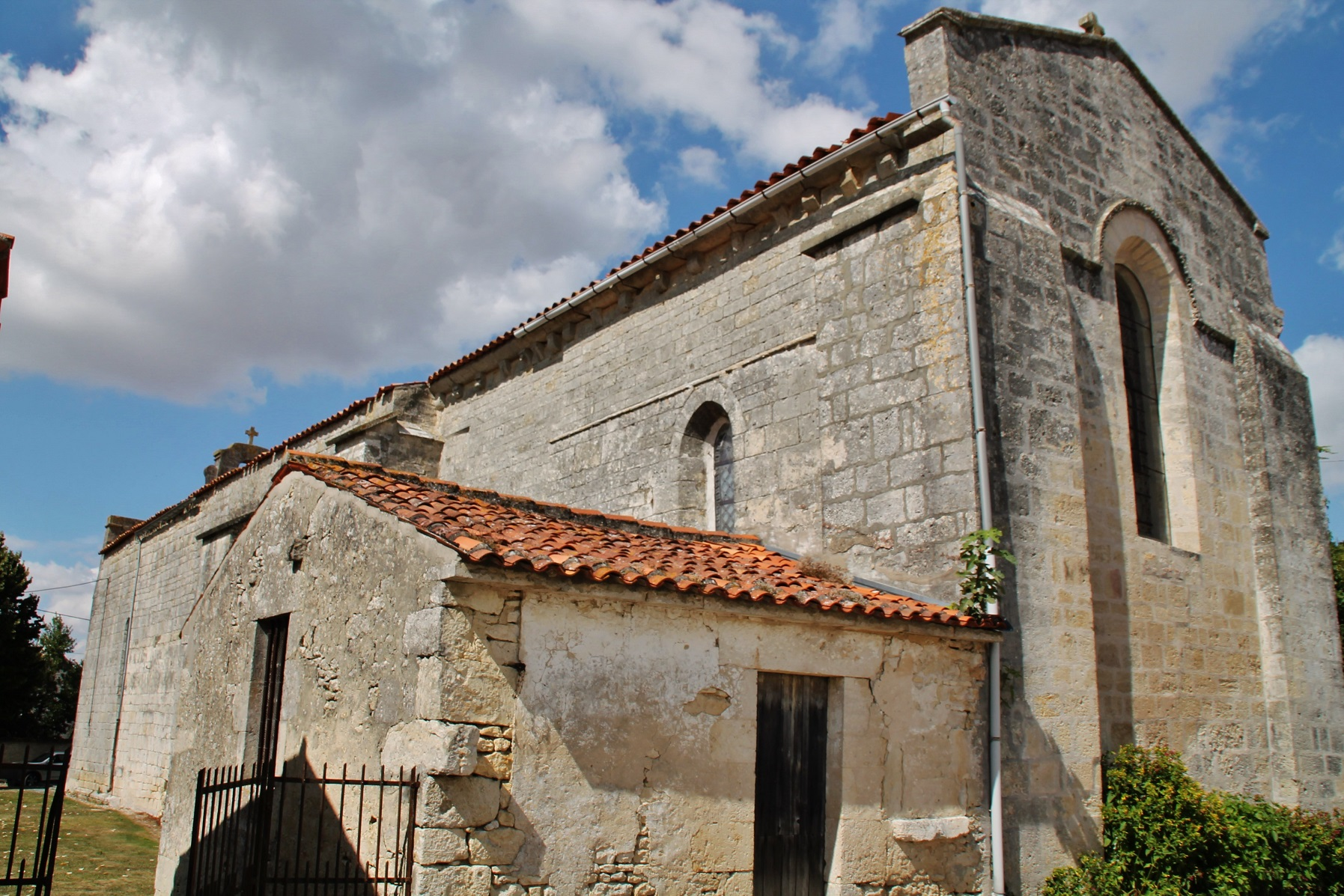
Église Saint-Pierre.

### Personnalités liées à la commune
- Pierre Le Moyne, sieur d'Iberville et d'Ardillières (1661-1706), fondateur de la Louisiane en 1700 où il construit le fort de Biloxi, possédait un domaine à Ardillières.
- Bienheureux Jean-Baptiste Souzy (1734-1794), prêtre catholique, curé d'Ardillières, mort martyr sur les pontons de Rochefort.
- Michel-Henry Froger de l'Éguille (1747-1795), seigneur de l'Éguille et d'Ardillières, capitaine de vaisseau.

### Héraldique
| Blason de Ardillières | Blason  | Coupé : au 1er de gueules à la cotice d'argent accompagnée en chef d'une perdrix couronnée d'or et en pointe d'un dolmen du même, au 2e d'or à trois fasces de sinople.                                                                            |
| Blason de Ardillières | Détails | Commune au cœur de l'Aunis (or et gueules, perdrix) traversée au sud par le canal de Charas (cotice) qui irrigue les cultures (tierce de sinople) et sur laquelle il existe deux dolmens avec table (dolmen). Création adoptée le 25 janvier 2022. |